# Miriama Bono
Pour les articles homonymes, voir Bono.
Miriama Bono, née le 9 juillet 1977 à Papeete, est une architecte, artiste peintre et directrice du Musée de Tahiti et des Îles

## Biographie
Après l'obtention de son baccalauréat au lycée Paul-Gauguin, elle quitte la Polynésie française pour intégrer l'École nationale supérieure d'architecture de Paris-La Villette à l'âge de 19 ans et en sort diplômée en mars 2002, avec une spécialisation en aménagement du territoire.
Cette même année, elle retrouve son pays natal pour œuvrer en tant qu'architecte conseil au sein des services de la présidence de la Polynésie française, puis rejoint l'équipe du ministère de l'environnement où elle occupera les fonctions de chef de cabinet et de chargée de communication jusqu'en 2004, début de l'instabilité politique en Polynésie française.
Durant 4 années, elle séjourne en France, à Ajaccio et Paris et se livre entièrement à la peinture abstraite, développant un style épuré, qui lui vaudra d'être exposée à Strasbourg, Paris, Ajaccio et Nouméa.
En 2008, elle retrouve la Polynésie française et oriente son activité dans l'animation de l'Atelier des artistes de l'Hôtel Le Méridien de Punaauia et organise plusieurs manifestations artistiques.
Son goût pour l'art et ses aptitudes dans le domaine de l'évènementiel conduiront Wallès Kotra et Heremoana Maamaatuaiahutapu, pères fondateurs du Festival international du film documentaire océanien de Tahiti, à lui en confier les commandes en 2012. Sa participation dans l'organisation du festival mènera le FIFO à s'ouvrir à d'autres festivals de la zone Pacifique, notamment avec l'Australie, la Nouvelle-Zélande, la Nouvelle-Calédonie et les îles Hawaii en signant un accord de principe (PADISA) permettant de fédérer les autres nations d'Océanie ne bénéficiant pas de structures audiovisuelles du même type.
En 2015, elle quitte ses fonctions de déléguée du festival pour occuper conjointement le siège de présidente de l'association organisatrice du FIFO et celui de conseillère technique chargée de la communication et de la culture auprès du ministre de la Culture, de l'Environnement, de la Communication chargé de la Promotion des langues polynésiennes. Elle y sera notamment chargée du lancement des études de la création du futur grand centre culturel de la Polynésie française, renouant avec sa formation d'architecte, indispensable dans le pilotage des travaux et des bureaux d'études choisis pour l'occasion.
En 2017, elle est désignée pour succéder à Mme Theano Jaillet au poste de directrice du Musée de Tahiti et des Îles. Son profil est jugé particulièrement adéquat pour mener à bien les grands projets de rénovation de l'établissement.
Les travaux débutent en 2019, elle assure le suivi du chantier et coordonne en parallèle les dossiers de coopération internationale qui aboutiront au retour en Polynésie en 2023 de 20 pièces majeures du patrimoine polynésien, issues des collections du British Museum, du Musée d’Anthropologie de Cambridge, et du Musée du Quai Branly Jacques Chirac. Elle accueille ainsi pour la réouverture de l’établissement la célèbre statue du dieu A’a de Rurutu, ce qui permet d’offrir au Musée rebaptisé Te Fare Iamanaha une visibilité régionale.
Parallèlement à ses fonctions, elle assure plusieurs commissariats d’expositions, notamment pour la représentation de la Polynésie au salon Révélations à Paris ou pour l’exposition « Maro’ura un trésor polynésien » au Musée du Quai Branly-Jacques Chirac. Elle participe également aux deux Talanoa Forum de l’artiste Yuki Kihara, à la biennale de Venice en 2020, puis au Powerhouse de Sydney en 2023, ce qui lui donne l’opportunité de collaborer à des publications scientifiques et artistiques à l’international.
En novembre 2023, elle quitte ses fonctions au sein du musée pour se consacrer pleinement a ses projets artistiques personnels mais également à la promotion des artistes polynésiens dans la région. Elle prépare ainsi plusieurs événements artistiques en tant que commissaire d’exposition indépendante, en Polynésie, mais également dans le Pacifique. Référente culturelle reconnue, elle collabore par ailleurs à la publication d’articles et participe à plusieurs conférences consacrées à la culture polynésienne en Europe et dans le Pacifique.

## Podcast
Fin 2019, elle lance le premier podcast natif polynésien , consacré au processus créatif et aux démarches remarquables en Polynésie française.  
En mars 2020, lors du premier confinement Polynésie, elle lance un deuxième podcast , consacré aux contes et légendes polynésiennes. 
Fort du succès des deux premiers podcasts, Miriama et son mari décident de créer le label Tahiti Podcast, visant à produire des podcasts s'inscrivant dans la continuité des deux premiers. 

## Distinctions
- Chevalière de l'ordre national du Mérite (2017)
- Chevalière de l'ordre des Arts et des Lettres (2025)

## Publications
- « The Oceanian Documentary Film: A New Form of Resistance », Lagoonscapes Vol.3, no 2,‎ 2023, p. 286-292 (lire en ligne)
- « Rendre visible la diversité dans les musées », Hommes & Migrations, no 1340,‎ 2023, p. 65-71 (lire en ligne)
- Miriama Bono, Tamara Maric, Marine Vallée, Vairea Teissier, Tara Hiquily, Mahinatea Gatien, « Repenser le musée de Tahiti et des Îles – Te Fare Manaha : genèse, histoire, bilan et perspectives d’un projet de rénovation », Journal de la Société des Océanistes, no 155,‎ 2022, p. 269-282 (lire en ligne)